# カメレルネブティ2世
カメレルネブティ2世（Khamerernebty II）は、古代エジプト第4王朝王妃。 彼女はファラオのカフラーと、カメレルネブティ1世王妃の娘で、第1王女。兄弟のメンカウラーと結婚し、クエンラー王子を産んだ。 